# العرق (الحيمة الخارجية)

تعديل مصدري - تعديل

العرق هي إحدى قرى عزلة بني بجير بمديرية الحيمة الخارجية التابعة لمحافظة صنعاء، بلغ تعداد سكانها 128 نسمة حسب تعداد اليمن لعام 2004.